# アメリカ合衆国の州と海外領土のモットーの一覧

カリフォルニア州のモットー「Eureka」が取り入れられた州章

アメリカ合衆国の50の州には、それぞれのモットー（標語）がある。これはコロンビア特別区や3つの海外領土にもあてはまる。モットーは、州として住民がまとまる動機や目的を大まかに、しかし公式に表現するための言葉である。このモットーは、州章や州旗に書かれていることもあり、州法で正式に定めている州もあるが、そうでない場合は単に州章のデザインの一部というだけである。アメリカ合衆国自体のモットーは、In God We Trust（我ら神を信ず）であり、議会で標語とすることが宣言されたうえで1956年7月30日に当時の大統領ドワイト・アイゼンハワーが法案に署名し、正式に国家のモットーとなった。E Pluribus Unum（「多から一へ」を意味するラテン語）は1782年にアメリカ合衆国の国璽への採用が承認されたが、法律にもとづいて国のモットーになったわけではない。
サウスカロライナ州には公式なモットーが2つあり、どちらもラテン語である。ケンタッキー州とノースダコタ州、バーモント州にもモットーが2つあり、そのうち1つだけラテン語で後はすべて英語である。それ以外の州と領土はモットーを1つだけ持っている。例外はグアムと北マリアナ諸島で、これらの自治領にはモットーがない。州のモットーに使われている言語では英語とラテン語が最も多く、25の州と領土が使用している。7の州と領土はそれぞれ別の言語のモットーを採用しており、この言語は重複していない。8の州と2の領土はモットーを州の25セント硬貨に記載している。38の州と4の領土が、モットーを州章に採用している。
日付は、遡れる限りで、モットーが正式に使われた古い用例のものである。州によってはモットーを正式定めてはいないが、正式な州章には用いている。その場合は、州章に採用された日付とした。現在のモットーを最も古くから使っているのがプエルトリコの「Johannes est nomen ejus」（彼の名はヨハネ）で、これは1511年に入植したスペイン人が与えた言葉である。

## 州、連邦自治区、海外領土のモットー
| 州名                     | モットー                                                | 日本語                                           | 言語       | 日付          | 出典                   |
| ------------------------ | ------------------------------------------------------- | ------------------------------------------------ | ---------- | ------------- | ---------------------- |
| アラバマ州               | Audemus jura nostra defendere                           | 我ら恐れず権利を守る                             | ラテン語   | 1923年        | [ 8 ]                  |
| アラスカ州               | North to the future                                     | 未来は北にあり                                   | 英語       | 1967年        | [ 9 ]                  |
| アメリカ領サモア         | Samoa, Muamua Le Atua                                   | サモアよ、神を第一にせよ                         | サモア語   | 1973年        | [ 10 ]                 |
| アリゾナ州               | Ditat Deus                                              | 神が豊かにする                                   | ラテン語   | 1863年        | [ 11 ] [ 12 ]          |
| アーカンソー州           | Regnat populus                                          | 統治するは人民                                   | ラテン語   | 1907年        | [ 13 ] [ 註 1 ]        |
| カリフォルニア州         | Eureka (Εὕρηκα)                                         | 見つけた                                         | ギリシア語 | 1849年        | [ 14 ] [ 註 2 ]        |
| コロラド州               | Nil sine numine                                         | 神の意志なくして何もなし                         | ラテン語   | 1861年11月6日 | [ 15 ]                 |
| コネチカット州           | Qui transtulit sustinet                                 | 移住せし者が維持す                               | ラテン語   | 1662年10月9日 | [ 16 ]                 |
| デラウェア州             | Liberty and Independence                                | 自由と独立                                       | 英語       | 1847年        | [ 17 ]                 |
| ワシントンD.C.           | Justitia Omnibus                                        | 皆に正義を                                       | ラテン語   | 1871年8月3日  | [ 18 ]                 |
| フロリダ州               | In God We Trust                                         | 我々は神を信ずる                                 | 英語       | 1868年        | [ 19 ] [ 21 ]          |
| ジョージア州             | Wisdom, Justice, Moderation                             | 知恵、正義、中庸                                 | 英語       | 1798年        | [ 22 ] [ 23 ]          |
| グアム                   | —                                                       | —                                                | —          | —             | [ 5 ]                  |
| ハワイ州                 | Ua Mau ke Ea o ka ʻĀina i ka Pono                       | 大地の命は正しさのなかに不滅である               | ハワイ語   | 1843年7月31日 | [ 24 ] [ 25 ] [ 註 3 ] |
| アイダホ州               | Esto perpetua                                           | 汝、永遠なれ                                     | ラテン語   | 1890年        | [ 26 ]                 |
| イリノイ州               | State sovereignty, national union                       | 州の主権、万民の団結                             | 英語       | 1819年        | [ 27 ]                 |
| インディアナ州           | The Crossroads of America                               | アメリカの交差点                                 | 英語       | 1937年        | [ 28 ]                 |
| アイオワ州               | Our liberties we prize and our rights we will maintain  | 我らが自由を尊び、我らの権利を守る               | 英語       | 1847年        | [ 29 ]                 |
| カンザス州               | Ad astra per aspera                                     | 困難を通じて天へ                                 | ラテン語   | 1861年        | [ 30 ]                 |
| ケンタッキー州           | United we stand, divided we fall                        | 団結して立ち、離れては倒れる                     | 英語       | 1942年        | [ 4 ]                  |
| ケンタッキー州           | Deo gratiam habeamus                                    | 神に感謝をささげん                               | ラテン語   | 2002年        | [ 4 ]                  |
| ルイジアナ州             | Union, justice, confidence                              | 連帯、正義、信頼                                 | 英語       | 1902年        | [ 31 ]                 |
| メイン州                 | Dirigo                                                  | 私が導く                                         | ラテン語   | 1820年        | [ 32 ]                 |
| メリーランド州           | Fatti maschii, parole femine                            | 強くふるまい、優しく語れ                         | イタリア語 | 1874年        | [ 33 ] [ 34 ]          |
| マサチューセッツ州       | Ense petit placidam sub libertate quietem               | 剣をもって平和を求める、ただ自由の下の平和のみを | ラテン語   | 1775年        | [ 35 ]                 |
| ミシガン州               | Si quaeris peninsulam amoenam circumspice               | 美しき半島を探さば周りをみよ                     | ラテン語   | 1835年6月2日  | [ 36 ] [ 37 ]          |
| ミネソタ州               | L'étoile du Nord                                        | 北方の星                                         | フランス語 | 1861年        | [ 38 ] [ 註 4 ]        |
| ミシシッピ州             | Virtute et armis                                        | 勇気と武器をもて                                 | ラテン語   | 1894年2月7日  | [ 39 ]                 |
| ミズーリ州               | Salus populi suprema lex esto                           | 人民の安寧を最高の法とせよ                       | ラテン語   | 1822年1月11日 | [ 40 ]                 |
| モンタナ州               | Oro y plata                                             | 金と銀                                           | スペイン語 | 1865年2月9日  | [ 41 ]                 |
| ネブラスカ州             | Equality before the law                                 | 法の下の平等                                     | 英語       | 1867年        | [ 42 ]                 |
| ネバダ州                 | All For Our Country                                     | すべては国家のために                             | 英語       | 1866年2月24日 | [ 43 ] [ 註 5 ]        |
| ニューハンプシャー州     | Live Free or Die                                        | 自由な生か死か                                   | 英語       | 1945年        | [ 44 ]                 |
| ニュージャージー州       | Liberty and prosperity                                  | 自由と繁栄                                       | 英語       | 1928年3月26日 | [ 45 ]                 |
| ニューメキシコ州         | Crescit eundo                                           | 進めば伸びる                                     | ラテン語   | 1887年        | [ 46 ] [ 註 6 ]        |
| ニューヨーク州           | Excelsior                                               | より高みへ                                       | ラテン語   | 1778年        | [ 47 ]                 |
| ノースカロライナ州       | Esse quam videri                                        | 見かけより実質                                   | ラテン語   | 1893年        | [ 48 ]                 |
| ノースダコタ州           | Liberty and union, now and forever, one and inseparable | 自由と団結は永久に不可分である                   | 英語       | 1863年1月3日  | [ 49 ] [ 50 ]          |
| ノースダコタ州           | Serit ut alteri saeclo prosit                           | 種をまくは次代のため                             | ラテン語   | 2011年3月11日 | [ 51 ]                 |
| 北マリアナ諸島           | —                                                       | —                                                | —          | —             | [ 6 ]                  |
| オハイオ州               | With God, all things are possible                       | 神と共にあれば、何事も可能なり                   | 英語       | 1959年10月1日 | [ 52 ] [ 註 7 ]        |
| オクラホマ州             | Labor omnia vincit                                      | 労働は何物にも勝る                               | ラテン語   | 1893年3月10日 | [ 54 ] [ 註 8 ]        |
| オレゴン州               | Alis volat propriis                                     | その女は自らの翼で飛ぶ                           | ラテン語   | 1854年        | [ 57 ] [ 註 9 ]        |
| ペンシルベニア州         | Virtue, liberty, and independence                       | 善、自由、独立                                   | 英語       | 1875年        | [ 58 ]                 |
| プエルトリコ             | Joannes Est Nomen Ejus                                  | ヨハネは彼の名                                   | ラテン語   | 1511年        | [ 7 ] [ 59 ] [ 註 10 ] |
| ロードアイランド州       | Hope                                                    | 希望                                             | 英語       | 1664年5月4日  | [ 60 ]                 |
| サウスカロライナ州       | Dum spiro spero                                         | 生きることは希望をもつこと                       | ラテン語   | 1777年5月22日 | [ 2 ]                  |
| サウスカロライナ州       | Animis opibusque parati                                 | 備えは心と物でせよ                               | ラテン語   | 1777年5月22日 | [ 2 ]                  |
| サウスダコタ州           | Under God the people rule                               | 神の下で人民が統治す                             | 英語       | 1885年        | [ 61 ]                 |
| テネシー州               | Agriculture and Commerce                                | 農業と商業                                       | 英語       | 1802年5月24日 | [ 62 ] [ 註 11 ]       |
| テキサス州               | Friendship                                              | 友情                                             | 英語       | 1930年        | [ 63 ]                 |
| ユタ州                   | Industry                                                | 産業                                             | 英語       | 1896年5月3日  | [ 64 ] [ 註 12 ]       |
| バーモント州             | Freedom and Unity                                       | 自由と団結                                       | 英語       | 1779年2月20日 | [ 66 ] [ 67 ]          |
| バーモント州             | Stella quarta decima fulgeat                            | 14番目の星に輝きあれ                             | ラテン語   | 2015年4月10日 | [ 66 ] [ 67 ]          |
| バージニア州             | Sic semper tyrannis                                     | 独裁者はかのごとく                               | ラテン語   | 1776年        | [ 68 ]                 |
| アメリカ領ヴァージン諸島 | United in Pride and Hope                                | —                                                | 英語       | 1991年1月1日  | [ 69 ]                 |
| ワシントン州             | Al-ki または Alki                                       | ぼちぼち                                         | チヌーク語 | —             | [ 70 ] [ 註 13 ]       |
| ウェストバージニア州     | Montani semper liberi                                   | 山の民は常に自由である                           | ラテン語   | 1863年9月26日 | [ 71 ]                 |
| ウィスコンシン州         | Forward                                                 | 前進                                             | 英語       | 1851年        | [ 72 ]                 |
| ワイオミング州           | Equal Rights                                            | 平等                                             | 英語       | 1893年        | [ 73 ]                 |

## ギャラリー

「神の意志なくして何もなし (Nil sine numine)」と書かれたコロラド州の徽章。
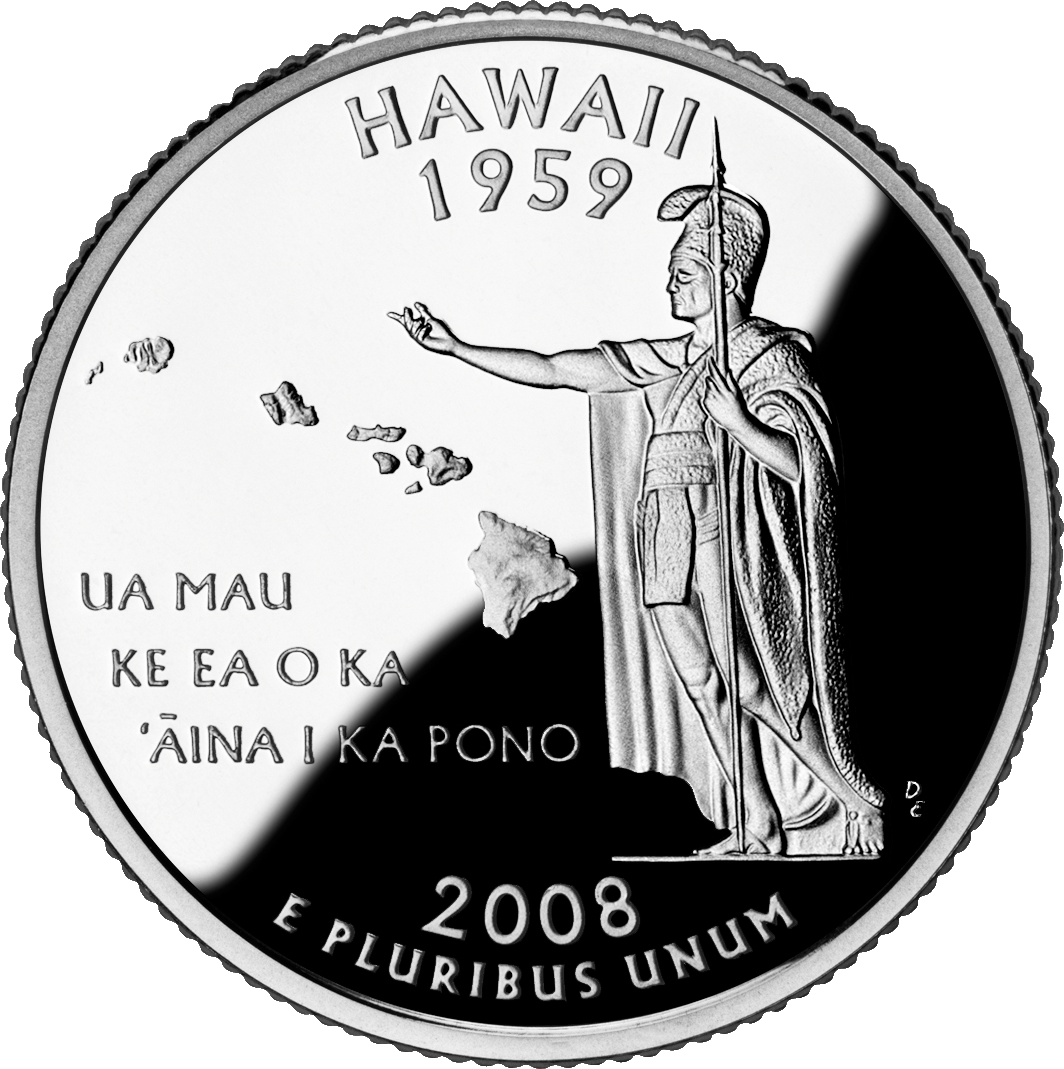
標語 Ua Mau ke Ea o ka ʻĀina i ka Pono が刻まれたハワイ州の50セント硬貨。
「困難を通じて天へ (Ad astra per aspera)」と書かれたカンザス州の徽章。
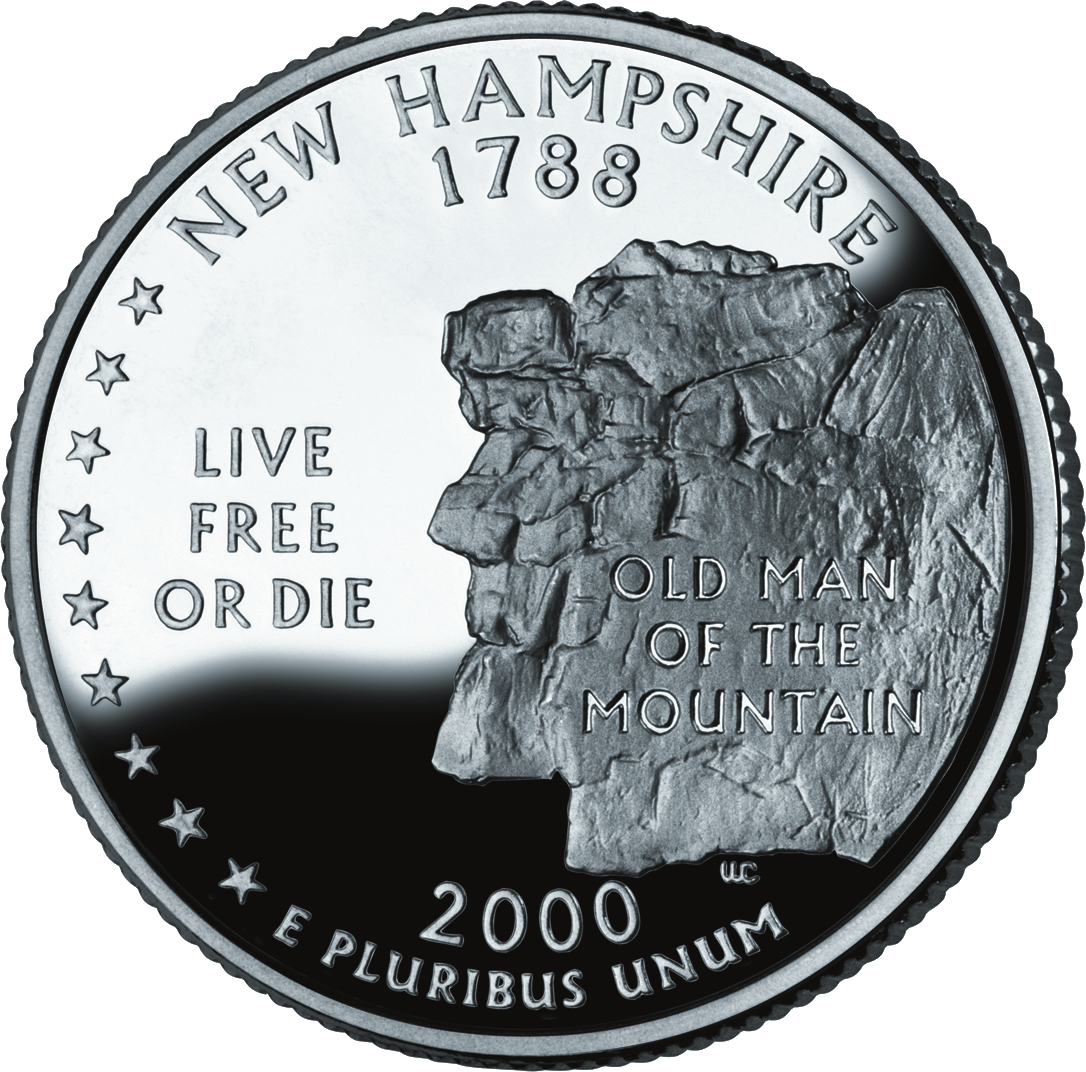
「自由な生か死を (Live Free or Die)」と刻まれたニューハンプシャー州の50セント硬貨。
「労働は何物にも勝る (Labor omnia vincit)」、オクラホマ州。
2つの標語が書かれたサウスカロライナ州の徽章。